# Martin Borković
Martin Borković (Domagović, Jastrebarsko, 1597. - Zagreb, 1687.), general pavlinskog reda, zagrebački biskup, banski namjesnik za sudbene poslove. Rodom iz hrvatske plemićke obitelji Borkovića.

## Životopis
Vjerojatno je bio vrlo bistar i nadaren dječak kada je iz malog sela uspio doći na školovanje u isusovačku gimnaziju u Zagreb. Prema predaji, ondje je bio jedan od najboljih đaka. U Lepoglavi je stupio u pavlinski red. Studirao je filozofiju i metafiziku u Olomoucu, a u Rimu je studirao teologiju. U Hrvatsku se vratio kao zaređen prezbiter. U samostanu u Lepoglavi bio je istaknut propovjednik, tri puta vikar i naposljetku general pavlinskog reda. Kao poglavar obišao je poljske pavlinske samostane. Zapamćen je kao velik protivnik protestantizma, a među pavlinima se zalagao za obnovu stege. Proučavao je povijesnu građu o pavlinskom redu. 
Kao poglavar remetskog samostana Martin Borković bio je i zastupnik u Hrvatskom saboru. Marijin kip u Remetama dobiva naslov Advocata Croatiae - Fidelissima Mater, odnosno Zagovornica Hrvatske - Navjernija Majka, koji joj je dodijelio Hrvatski sabor. Borković je 1667. izabran za zagrebačkog biskupa. Za vrijeme svojeg upravljanja Zagrebačkom biskupijom vrlo često je hodočastio i predvodio procesije u Remete. Godine 1671. za učilište u Lepoglavi i Zagrebu isposlovao je pravo dodjeljivanja akademskih stupnjeva. Bio je izvanredan vrhovni pastir i u dvadeset godina biskupovanja sazvao je čak četiri sinode. Brinuo se za školovanje siromašnih đaka, započeo je graditi ubožnicu u Zagrebu. Primivši biskupsku čast, nije se ništa promijenio u svojemu redovničkom načinu života. Skroman u jelu, često je postio, bdio i molio, a nosio je skromno grubo odijelo, kao i prije u pavlinskom samostanu. 
Car Leopold I. imenovao ga je 16. prosinca 1686. kaločko-bačkim nadbiskupom i metropolitom. Bilo je to godinu dana prije njegove smrti. Imenovanje kaločko-bačkim nadbiskupom u to je doba bila više počast nego stvarna služba, jer je Bačka još bila pod turskim ropstvom, sve do 1689. godine. O malobrojnim bačkim katolicima brinuli su se tad bosanski i mađarski franjevci. Borković je uz imenovanje kaločko-bačkim nadbiskupom i dalje vodio svoju Zagrebačku biskupiju. Kada je hrvatski ban Petar Zrinski smijenjen, Borković je 1670. zajedno s Nikolom Erdődyjem postao hrvatskim banskim namjesnikom 1667. Pokušao je spasiti od smaknuća Petra Zrinskoga i Krstu Frankopana, ali ga je prevario car Leopold. Smatra se zaslugom biskupa Borkovića što je nakon sloma urote ipak spasio Hrvatskoj ustavnost i što Hrvatska nije izjednačena s drugim nasljednim zemljama Habsburške Monarhije. 
Kao vrhovni pastir biskup Borković je zaslužan i za pronalazak Marijina kipa u Mariji Bistrici. On je poslao u Bistricu kanonika kustosa Matiju Stoklasa, koji je dobio zadaću potražiti zaboravljen i zazidan Marijin kip. Čudotvorna Bistrička Gospa pronađena je 15. srpnja 1684. i postavljena na glavni oltar. Tome u čast podignut je na trgu u Mariji Bistrici, pri ulazu u svetište, kip biskupu Martinu Borkoviću. 
U burnom razdoblju nakon u Zrinsko-Frankopanskog otpora povijesno značajan postaje prijedlog biskupa Borkovića da Hrvatski sabor proglasi sv. Josipa zaštitnikom hrvatskoga kraljevstva. To je i učinjeno jednoglasnom odlukom Hrvatskog sabora na zasjedanju 9. i 10. lipnja 1687. godine. O tome danas svjedoči natpis na ulazu u svetište Majke Božje u Remetama. 
Biskup Martin Borković umro je 31. listopada 1687., u 90. godini života, nekoliko mjeseci nakon te povijesne odluke Hrvatskog sabora. Predaja bilježi da je na njegovu pokopu u zagrebačkoj katedrali isplakano mnogo suza. Za života je već bio na glasu svetosti i cijela Hrvatska žalila je za njim.

## Vanjske poveznice
- Ivan Komersteiner - Ikonograf čudesno obnovljenog Hrvatskog Kraljevstva, Hrvatsko slovo, br. 1099 i br. 1100, 13. 5. 2016. i 20. 5. 2016.

| Titule u Katoličkoj Crkvi | Titule u Katoličkoj Crkvi       | Titule u Katoličkoj Crkvi                           |
| ------------------------- | ------------------------------- | --------------------------------------------------- |
| prethodnik Petar Petretić | zagrebački biskup 1667. – 1687. | nasljednik Aleksandar Ignacije Mikulić Brokunovečki |